# Planeamiento de proyectos
La planificación de proyectos forma parte de la gestión de proyectos, la cual se vale de cronogramas tales como diagramas de Gantt para dar seguimiento al progreso dentro del entorno del proyecto. Es el proceso para cuantificar el tiempo y recursos que un proyecto costará. La finalidad del planteamiento de proyecto es crear un plan de proyecto que un gestor (gestor de proyecto) pueda usar para acompañar el progreso de su equipo.

## Bases de la planificación de un proyecto
Inicialmente, el espectro del proyecto es definido y los métodos apropiados (todas las tareas necesarias) para completar el proyecto son determinados. Siguiendo a este paso, la duración para las distintas tareas necesarias para completar el trabajo son listadas y agrupadas en una estructura de descomposición del trabajo (work breakdown structure). Las dependencias lógicas entre tareas son definidas usando un diagrama de actividad en red (activity network diagram) que permite la identificación del camino crítico. Cálculos elaborados sobre los tiempos pueden ser hechos usando software de gestión de proyectos. Entonces los recursos pueden ser estimados y los costos para cada actividad pueden ser optimizados a fin de alcanzar un balance entre uso de recursos y duración total para cumplir con los objetivos del proyecto. 
Una vez establecido y aceptado, el plan se convierte en lo que es conocido en lugares de habla inglesa como “baseline” (lineamiento base). El progreso será medido contra este lineamiento durante toda la vida del proyecto. El análisis del progreso comparado con el lineamiento base es conocido, en inglés, como earned value management (manejo del valor ganado).
El planeamiento del proyecto no es algo para hacerse solamente una vez al comienzo del proyecto. Observar el progreso de su equipo y actualizar adecuadamente el plan de proyecto debe ser una tarea constante del gerente del proyecto. Un programa computacional de gestión de proyectos puede ser útil si es usado correctamente. Hay diversos patrones de gestión de proyectos que describen en detalle como planear y controlar un proyecto.

## Elementos que se deben tomar en cuenta para planear un proyecto
1. Determine las condiciones exactas para que el proyecto sea finalizado o completado. Antes de que estén absolutamente claros cuales son los objetivos del proyecto, no tiene sentido comenzar a estimar cuanto tiempo llevará y/o cuanto costará. Desgraciadamente, muchos gerentes de proyecto fallan al no examinar esta primera etapa crucial.
2. Haga un inventario de todo el trabajo que se requiere sea hecho con una estimativa del tiempo necesario para un único miembro del equipo. Esto puede ser hecho en una sesión de planeamiento con todos los miembros del equipo. Tareas que lleven mucho tiempo para terminar necesitan ser partidas en tareas menores. El resultado es work breakdown structure (WBS).
3. Identifíquese todos los recursos necesarios para ejecutar cada elemento terminal del WBS (cada tarea). En este momento usted puede estimar el costo para entregar cada elemento terminal y, consecuentemente, todo el proyecto (aproximación bottom-up).
4. Decida si este plan tiene sentido, es decir, si los costos justifican los beneficios. Modifique los objetivos y el trabajo como sea necesario.
5. Defina dependencias entre tareas. Algunas tareas necesitan ser terminadas antes que otras tareas puedan comenzar. Poniendo las tareas en orden de conclusión, un gerente de proyectos construye una red de proyecto (diagrama PERT).
6. Calcule el tiempo mínimo para ejecutar el proyecto: es el trayecto más largo a través de la red del proyecto (PERT), desde el comienzo del proyecto hasta su extremo final. Este trayecto se llama camino crítico. Las otras tareas pueden ser hechas en paralelo al camino crítico, pero cualquier atraso en las tareas del camino crítico resultará automáticamente en el atraso del proyecto completo.
7. Cree un cronograma de proyecto, por ejemplo, usando un diagrama de Gantt.
8. Haga un plan de gestión de riesgos y modifique el proyecto de acuerdo con este plan.
9. Obtenga el comportamiento de la organización al iniciar la ejecución del proyecto.